# Next Plane Out
Next Plane Out è una canzone della cantante canadese Céline Dion, registrata per il suo terzo album in lingua inglese, The Colour of My Love (1993), pubblicata come quinto singolo in Australia nell'ottobre 1995. Il brano è stato scritto da Diane Warren e prodotto da Guy Roche. Gli arrangiamenti di archi e la direzione sono stati curati dal compositore Scott Harper.

## Videoclip musicale e successo commerciale
Il videoclip musicale per il singolo, diretto da Greg Masuak, è stato realizzato con alcune scene tratte dai videoclip dei singoli Je sais pas e Call the Man (nessuno dei due è stato rilasciato come singolo in Australia). Il videoclip musicale di Next Plane Out ha la stessa durata della versione album del brano, che dura quasi cinque minuti.
Il singolo ebbe un mediocre successo in Australia, dove raggiunse la posizione numero 61 della classifica dei singoli più venduti. In totale trascorse sette settimane nella top 100.

## Formati e tracce
CD Singolo (Australia) (Epic: 662373 2)
1. Next Plane Out (Radio Edit) – 4:37 (Diane Warren)
2. The Last to Know – 4:34 (Brock Walsh, Phil Galdston)
3. Love Can Move Mountains – 4:53 (Warren)

MC Singolo (Australia) (Epic: 662373 8)
1. Next Plane Out – 4:34 (Warren)
2. The Last to Know – 4:34 (Walsh, Galdston)
3. Love Can Move Mountains – 4:53 (Warren)

## Classifiche
| Classifica       | Posizione massima raggiunta |
| ---------------- | --------------------------- |
| Australia (ARIA) | 61                          |

## Cover di altri interpreti
Nel 1995, l'artista country Ronna Reeves registrò una cover di Next Plane Out intitolandola Next Train Out e fu inclusa nel suo album After the Dance. Nel 1997, la stessa autrice della canzone, Diane Warren, pubblicò una compilation promozionale di canzoni scritte da lei dal titolo A Passion For Music, contenente il demo originale di Next Plane Out cantata da Susie Benson.